# قلعة زيبد
قلعة زيبد (بالفارسية: قلعه زیبد) هي قلعة تاريخية، وتقع في زيبد. وفقا لبعض الروايات، كان ملجأ ذا لاست يزدجرد الثالث.